# Christine Ax

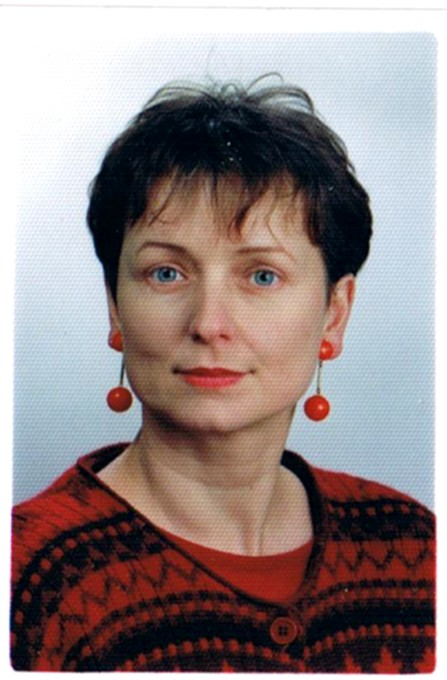
Christine Ax 1992

Christine Ax (* 1953) ist eine deutsche Philosophin, Ökonomin und Autorin. Sie befasst sich mit der Entwicklung des Handwerks, der Arbeit und Produktivkräfte und alternativer Wachstumstheorie.

## Leben
1983 hat sie den ersten Umweltatlas der Hansestadt Hamburg geschrieben und u. a. bei der Neuen Westfälischen in Bielefeld volontiert. In den 1990er Jahren hat sie das Institut für Produktdauerforschung und die Zukunftswerkstatt der Handwerkskammer Hamburg geleitet. Seit Mitte der 90er Jahre forscht und schreibt sie über die Themen Nachhaltigkeit, Handwerk, Zukunft. Sie lebt und arbeitet seit 2018 in Friedrichstadt. Sie ist Autorin zahlreicher Zeitschriftenartikel, Aufsätze und Bücher.
In ihren Veröffentlichungen stellt Ax der hochspezialisierten, in Einzelschritte zerlegten, entfremdeten und ressourcenintensiven  Arbeit in der Industrie eine Arbeit und Produktionsweise entgegen, die arbeitsintensiv, ressourcenschonend und auf praktischem Wissen und Erfahrung („Könnerschaft“) beruht. Eine solche Arbeit, so Ax, könne ihren Sinn auch in sich selbst finden und mache dadurch – im Gegensatz zum Job für den reinen Broterwerb – Selbstverwirklichung möglich. Nicht nur aber vor allem im Handwerk können solche Formen der „guten Arbeit für gute Produkte“ gelebt werden. Ax spricht dabei von einem „Neuen Handwerk“.
In ihrem 1997 erschienenen Buch, das "Handwerk der Zukunft" entwirft sie eine Vision von einem nachhaltigen Handwerk. Sie entwirft Leitbilder wie z. B. Reparieren statt Wegwerfen, Wochenmarkt statt Weltmarkt, Maßproduktion statt Massenproduktion u. a.
Ax setzt sich – auch politisch als Teil der wachstumskritischen Bewegung – für eine „Ökonomie der Nähe“ und ein nachhaltiges Unternehmertum ein, das individuell angepasste, regional rückgebundene Produkte auf den Markt bringt. Zusammen mit einer Wachstumsrücknahme, einer Umverteilung von Arbeit und einem Umbau des Sozialsystems sowie einem Bedingungslosen Grundeinkommen ist dies ihrer Meinung nach der Ausweg aus der heutigen Krise, die die ökologischen und sozialen Lebensgrundlagen zerstöre.
In ihrem Buch Die Könnensgesellschaft plädiert sie für eine Gesellschaft, in der jeder die Möglichkeit hat die eigenen Fähigkeiten und Talente zu entfalten und das mit Könnerschaft und Meisterschaft verbundene Glück zu erfahren. Gute Arbeit, als Quelle von Wohlstand und Glück ist für Christine Ax eine nachhaltige Alternative zu einem mit Ressourcen- und Energieverbrauch verbundenem Konsum. Die Könnensgesellschaft plädiert im Sinne von Hannah Arendt für eine Tätigkeitsgesellschaft in der alle Arten von Tätigsein gleichwertig nebeneinander stehen.
In den 90er Jahren war sie im Landesvorstand der Grünen und hat den Zukunftsrat Hamburg mitgegründet. Von 2001 bis 2003 war Christine Ax Mitglied des Aufsichtsrats von Greenpeace Deutschland. 2015 hat sie den Runden Tisch Reparatur in Berlin gegründet. Sie ist heute Sprecherin der Grünen in Friedrichstadt.

## Ausgewählte Publikationen
- Das Handwerk der Zukunft. Leitbilder für nachhaltiges Wirtschaften. Birkhäuser, Basel 1997, ISBN 3-7643-5674-X
- Die alternde Gesellschaft. Herausforderung und Chance für das Handwerk. Schlüter, Hannover 2000, ISBN 3-87706-622-4
- Die Könnensgesellschaft. Mit guter Arbeit aus der Krise. Rhombos, Berlin 2009, ISBN 978-3-938807-96-5
- Wachstumswahn. Was uns in die Krise führt – und wie wir wieder herauskommen Ludwig, München 2013, ISBN 978-3-453-28054-0
- Reise ins Land der untergehenden Sonne. Japans Weg in die Postwachstumsgesellschaft. edition Zeitpunkt, Solothurn 2014, ISBN 978-3-9523955-1-6
- John Ruskin: Diesem Letzten. Mit einer Einführung von Christine Ax. Westhafen Verlag, Frankfurt am Main 2017, ISBN 978-3-942836-10-4